# بشير الحداد
بشير خليل توفيق الحداد (1956- )، مدرس وسياسي عراقي، حاصل على شهادة البكالوريوس في اللغة العربية وآدابها لعام 1996، والماجستير والدكتوراه في فلسفة الشريعة والفكر الإسلامي، وعلى الإجازة العلمية في العلوم الشرعية النقلية، شغل منصب عضو في مجلس النواب العراقي وبرلمان كردستان، واُنتُخِب نائباً ثانياً لرئيس البرلمان العراقي محمد الحلبوسي.

## سيرته الذاتية
ولد عام 1956 وحصل على شهادة البكالوريوس في اللغة العربية وآدابها عام 1996، وحصل على الماجستير والدكتوراه في فلسفة الشريعة والفكر الإسلامي لعام 2003، وحصل على الإجازة العلمية في العلوم الشرعية النقلية والعقلية.

### عمله
عمل بالتدريس في المعاهد والجامعات ، وخدم لأكثر من 25 سنة في مجال الخطابة والدعوة الإسلامية، وعمل رئيساً لقسم اللغة العربية في المعهد المركزي للمعلمين وشغل منصب عميد معهد كردستان لتدريب الأئمة والخطباء وعضو البورد الاستشاري العالي لوزارة الأوقاف في اقليم كردستان.

### مسيرته السياسية
كان عضواً في برلمان كردستان لدورته الثالثة، ورئيساً للجنة الأوقاف فيه، وعضو اتحاد علماء الدين في كردستان، ولديه نشاطات وفعاليات في مجالات تتعلق بحقوق الإنسان ومناهضة العنف الأسري والتعايش والسلم الاجتماعي والعولمة وتجديد الخطاب الديني.
وقد فاز بمقعد في مجلس النواب العراقي بالانتخابات التشريعية العراقية 2018.

### ابحاثه
نشر الحداد العديد من الأبحاث في مجال اختصاصه وله ثلاث كتب مطبوعة وأخرى تحت الطبع.

### النائب الثاني لرئيس البرلمان العراقي
في يوم 15 سبتمبر، رشحه الحزب الديمقراطي الكردستاني لشغل منصب النائب الثاني لرئيس مجلس النواب،وحصل على 185 صوتاً من أصل 282 نائباً حضروا جلسة البرلمان.
بينما انتخب مجلس النواب العراقي حسن الكعبي نائباً أول لرئيس مجلس النواب العراقي.

## وصلات خارجية
الأخبار الخاصة بنائب الرئيس الثاني